# Raffaele Pettazzoni
Raffaele Pettazzoni (3. února 1883, San Giovanni in Persiceto – 8. prosince 1959) byl italský religionista, etnolog a historik náboženství. Je považován za zakladatele italské religionistiky

## Život
Narodil se v San Giovanni. Dějiny náboženství a etnologii studoval na univerzitě v Bologne. Po ukončení studií v roce 1909 začal pracovat jako inspektor římského prehistorického a etnografického muzea. Po pěti letech mu bologneská univerzita nabídla místo profesora dějin náboženství, které přijal. V roce 1923 se přesouvá do Říma na tamější univerzitu, kde zakládá první samostatnou katedru religionistiky v Itálii. V roce 1955 byl Pettazzoni zvolen prezidentem International Association for the Study of the History of Religion (Mezinárodní asociace pro studium dějin náboženství). Ve funkci prezidenta setrvává až do své smrti v roce 1959.